# Wilhelminapark (Sneek)
Het Wilhelminapark is het oudste stadspark van de stad Sneek. Het park werd in 1898 aangelegd ter gelegenheid van de inhuldiging van koningin Wilhelmina.
Het Wilhelminapark bevindt zich vlak buiten het stadscentrum van Sneek tussen de Bolswarderweg en de Franekervaart. In 1898 werd het park aangelegd in de Engelse landschapsstijl. Het park is ontworpen door tuinarchitect Gerrit Vlaskamp en is nog bijna volledig in oorspronkelijke staat/vorm. Het Wilhelminapark is het tweede park van Nederland, na het Vondelpark in Amsterdam, dat rijksbescherming geniet. De gemeente Súdwest-Fryslân (rechtsopvolger van de gemeente Sneek) is sinds het einde van de Tweede Wereldoorlog eigenaar van het park.

## Bomen
In het park bevinden zich de volgende bijzondere en tevens beschermwaardige bomen: Carpinus betulus (haagbeuk, drie exemplaren, 1898), Fagus sylvatica 'Purpurea' (rode beuk, 1898), Fraxinus excelsior 'Jaspidea' (goudes, 1898), Ostrya carpinifolia (hopbeuk, 1898), Parotia persicifolia (parotia, 1960), Populus nigra (populier, 1898), Pterocarya fraxinifolia (gewone vleugelnoot, 1898), Robinia pseudoacacia (schijnacacia, 1898), Taxodium distichum (moerascipres, 1898), Tilia europaea 'Pallida' (koningslinde, 1945, gedenkboom), Tilia tomentosa (zilverlinde, 1898) en Ulmus hollandica (iep, 1898).

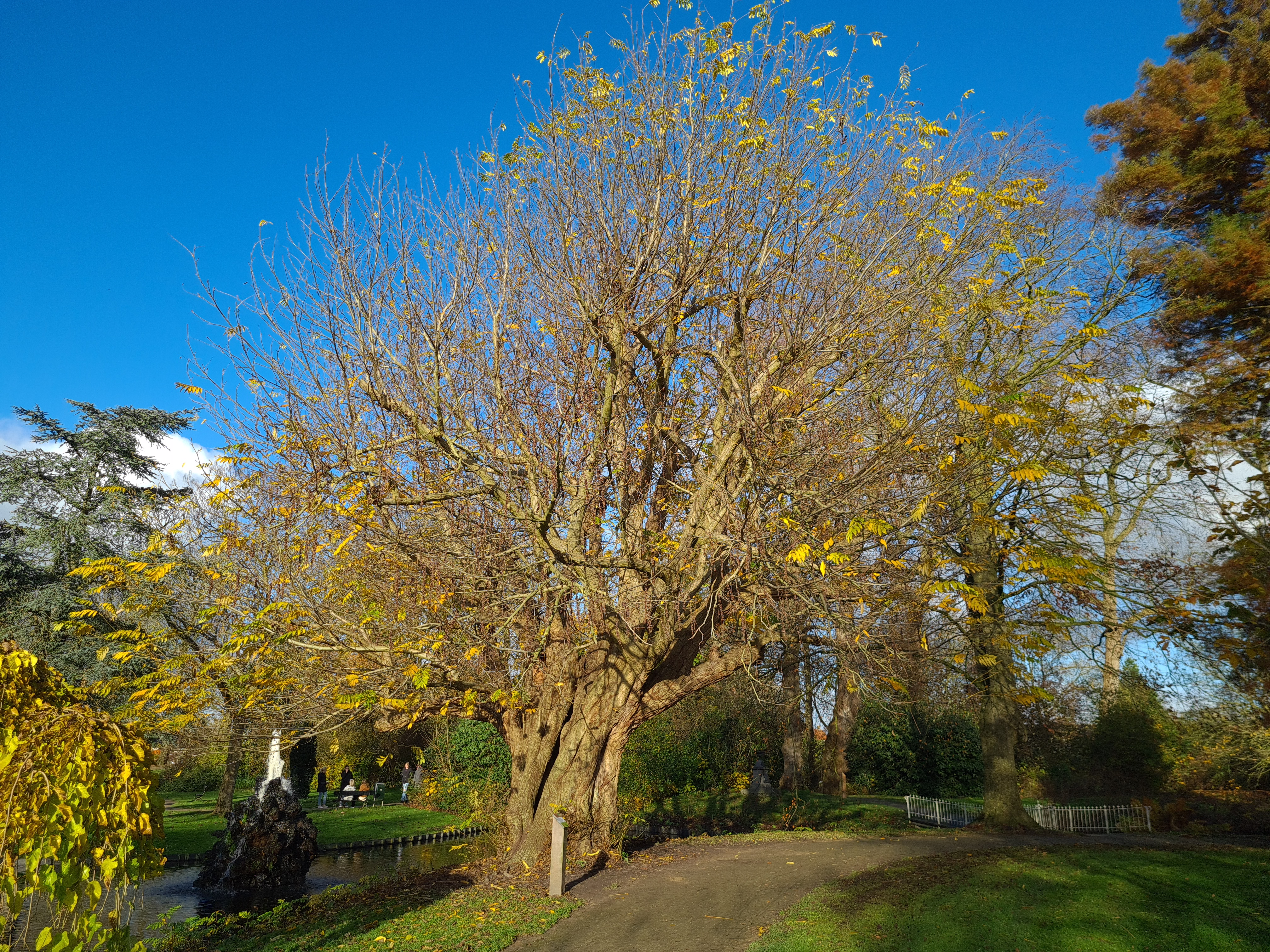
Pterocarya fraxinifolia

## Bank voor Ouden van Dagen
Naast de parkwachterswoning bevindt zich een Bank voor Ouden van Dagen. De dubbele en overkapte bank is in 1920 geplaatst op verzoek van de oudere inwoners van de stad. De 90-jarige Jan Has plaatste de eerste steen. Sijbe Jellema ontwierp de bank, die bijzonder is vanwege zijn luifels, rugschot en zijschotten.

## Bruggen
De bruggen in het park zijn ontworpen door Albert Breunissen Troost (Drunen 1832 - Sneek 1900). Van 1885 tot 1897 was hij, als voogd van het Old Burger Weeshuis, een van de opdrachtgevers voor de aanleg van het stadspark. Naast directeur van de gemeentelijke gasfabriek was hij ook particulier gevestigd architect. In zijn functie als architect ontwierp hij verschillende bruggetjes, de parkwachterswoning en het toegangshek van het park (dat er overigens nooit is geplaatst).

## Julianagondel
Op 30 april 1909 werd prinses Juliana geboren. De voogden van het Old Burger Weeshuis lieten een 4,5 meter lange fantasiegondel bouwen, die een prominente plaats kreeg in de centrale vijver van het park. Het bootje werd op 31 augustus 1909 geplaatst, maar verdween in 1936 weer. Het bootje, naar onderwerp van Auke Holtrop van der Zee, werd niet door iedereen gewaardeerd en kostte te veel onderhoud.

## Muziektent
Centraal in het park ligt een rond eiland, dat zich bij uitstek leende voor het geven van muziekuitvoeringen. Hiertoe werd in 1917 een verplaatsbare muziektent geplaatst op het eiland. De tent werd ook gebruik voor uitvoeringen op het Schaapmarktplein, in het centrum van de stad. De voorstellingen zorgden echter voor te veel vernielingen aan perken, gras en bloemen, waardoor al snel besloten werd om te stoppen met de optredens in het park. In 1982 werden er speeltoestellen geplaatst op het eilandje.

## Parkwachterswoning
In de zuidwesthoek van het park ligt een parkwachterswoning. De woning werd tegelijkertijd met het park gebouwd door timmerman Martinus Rondema. De woning was niet erg comfortabel en was bovendien erg vochtig en donker. De woning is daartoe verschillende malen verbouwd. Buiten de woning staat een kas, waar de parkwachter planten hield. Op het dak van de woning staat een klokkenstoel, om bezoekers er op attent te maken dat de sluitingstijd van het park is aangebroken. In 1905 werd op een zijgevel van het pand een plaat aangebracht, een geschenk van glasfabrikant Marinus Josephus Houwink. Hierop staat te lezen dat de bezoekers zorgvuldig met het park moeten omgaan. De plaat is in 1988 gerestaureerd.

## Volière
In 1913 werd een volière met sier- en zangvogels aan het park toegevoegd. Het gebouw kent een ronde uitbouw, waar ruimte is voor een fontein. De volière is ontworpen door Geert Stapenséa en is nog altijd in gebruik, maar kent nu een minder uitheemse groep bewoners.